# UCI Oceania Tour de 2022
O UCI Oceania Tour de 2022 foi a décima-oitava edição do calendário ciclístico internacional de Oceania . Iniciou-se a 5 de janeiro de 2022 na Nova Zelândia, com a New Zealand Cycle Classic, sendo esta a única prova do circuito.

## Equipas
As equipas que podiam participar nas diferentes corridas dependia da categoria das mesmas. As equipas UCI WorldTeam e UCI ProTeam tinham cota limitada para competir de acordo ao ano correspondente estabelecido pela UCI, as equipas Equipas Continentais e seleções nacionais não tinham restrições de participação:
| Categoria      | Categoria                       | Equipas                                                                          |
| -------------- | ------------------------------- | -------------------------------------------------------------------------------- |
| .1             | 1.1 (Corrida de um dia)         | * UCI WorldTeam (max 50%) * UCI ProTeam * Continentais * Seleções nacionais      |
| .1             | 2.1 (Corrida de vários dias)    | * UCI WorldTeam (max 50%) * UCI ProTeam * Continentais * Seleções nacionais      |
| .2             | 1.2 (Corrida de um dia)         | * UCI ProTeam * Continentais * Seleções nacionais * Seleções regionais * Amadors |
| .2             | 2.2 (Corrida de vários dias)    | * UCI ProTeam * Continentais * Seleções nacionais * Seleções regionais * Amadors |
| .Ncup (sub-23) | 1.ncup (Corrida de um dia)      | * Seleções nacionais * Seleções mistas                                           |
| .Ncup (sub-23) | 2.ncup (Corrida de vários dias) | * Seleções nacionais * Seleções mistas                                           |

## Calendário
As seguintes foram as corridas que compõem o calendário UCI Oceania Tour para a temporada de 2022 aprovado pela UCI.
| UCI Oceania Tour de 2022 | UCI Oceania Tour de 2022 | UCI Oceania Tour de 2022  | UCI Oceania Tour de 2022 | UCI Oceania Tour de 2022 |
| Data                     | País                     | Corrida                   | Vencedor                 |                          |
| ------------------------ | ------------------------ | ------------------------- | ------------------------ | ------------------------ |
| 5 – 9 jan.               | Nova Zelândia            | New Zealand Cycle Classic | Mark Stewart             |                          |

## Classificações finais
- Nota: As classificações finais foram:[4][5]

### Individual
| Posição | Corredor         | Equipa                      | Pontos  |
| ------- | ---------------- | --------------------------- | ------- |
| 1.º     | Michael Matthews | BikeExchange-Jayco          | 1995,67 |
| 2.º     | Jai Hindley      | Bora-Hansgrohe              | 1643    |
| 3.º     | Ben O'Connor     | AG2R Citroën                | 1203    |
| 4.º     | Caleb Ewan       | Lotto Soudal                | 711     |
| 5.º     | Simon Clarke     | Israel-Premier Tech         | 576     |
| 6.º     | Jack Haig        | Bahrain Victorious          | 558     |
| 7.º     | Jay Vine         | Alpecin-Deceuninck          | 540     |
| 8.º     | Lucas Plapp      | Ineos Grenadiers            | 474,67  |
| 9.º     | Corbin Strong    | Israel-Premier Tech         | 446     |
| 10.º    | James Fouché     | Bolton Equities Black Spoke | 435     |

| Posições 11.º ao 20.º | Posições 11.º ao 20.º | Posições 11.º ao 20.º       | Posições 11.º ao 20.º |
| --------------------- | --------------------- | --------------------------- | --------------------- |
| 11.º                  | Aaron Gate            | Bolton Equities Black Spoke | 386                   |
| 12.º                  | Robert Stannard       | Alpecin-Deceuninck          | 385                   |
| 13.º                  | George Bennett        | UAE Emirates                | 375,17                |
| 14.º                  | Kaden Groves          | BikeExchange-Jayco          | 352,5                 |
| 15.º                  | Michael Storer        | Groupama-FDJ                | 347                   |
| 16.º                  | Richie Porte          | Ineos Grenadiers            | 340                   |
| 17.º                  | Tom Sexton            | Bolton Equities Black Spoke | 327                   |
| 18.º                  | Benjamin Dyball       | Ukyo                        | 322                   |
| 19.º                  | Rohan Dennis          | Jumbo-Visma                 | 313,5                 |
| 20.º                  | Patrick Bevin         | Israel-Premier Tech         | 310                   |

### Equipas
| Posição | Equipa                        | Pontos  |
| ------- | ----------------------------- | ------- |
| 1.º     | Bolton Equities Black Spoke   | 1888,85 |
| 2.º     | BridgeLane                    | 708     |
| 3.º     | ARA Pro Racing Sunshine Coast | 365     |
| 4.º     | EuroCyclingTrips              | 58,17   |
| 5.º     | MitoQ-NZ Cycling Project      | 39      |

### Países
| Posição | País          | Pontos  |
| ------- | ------------- | ------- |
| 1.º     | Austrália     | 7701,34 |
| 2.°     | Nova Zelândia | 2702,51 |
| 3.º     | Samoa         | 15      |

### Países sub-23
| Posição | País          | Pontos  |
| ------- | ------------- | ------- |
| 1.º     | Austrália     | 1485,67 |
| 2.°     | Nova Zelândia | 1197,62 |
| 3.º     | Samoa         | 5       |